# Nolwen
Nolwen [nɔ⁠lvɛn] ist eine in Paris geborene französische Sängerin. Als Kind lernte sie das Klavierspielen und verbrachte die Ferien in der Bretagne. Später studierte sie Musikwissenschaft. An der Universität lernte sie den Komponisten Christophe Houssin kennen, mit dem sie fortan zusammenarbeitete, und als Texterin gesellte sich Sophie Gascon hinzu.
Nolwen nahm an der von Francis Cabrel ins Leben gerufenen „Liederwerkstatt“ Rencontres d'Astaffort und dem Chantier des Francos in La Rochelle teil. Viele ihrer Lieder sind von bretonischer Folkmusik beeinflusst. Zwischen 1998 und 2012 brachte sie fünf Alben heraus.
Ihr erstes Album Calimérose mit fünf Liedern veröffentlichte Nolwen im Jahr 1998. Als im Sommer 2002 eine Sängerin mit dem Namen Nolwenn in der Castingshow Star Academy auftrat und im Dezember zur Siegerin gekürt wurde, machte Nolwen auf die Namensgleichheit aufmerksam und bot sogar an, fortan unter einem anderen Namen zu arbeiten. Stattdessen ergänzte Nolwenn ihren Namen durch den Nachnamen ihrer Mutter und nennt sich seitdem Nolwenn Leroy. Deren erstes Album, das zunächst noch mit dem Titel Nolwenn ausgeliefert wurde, wurde aus diesem Grund nachträglich in Nolwenn Leroy umbenannt.
Das Lied Croix de bois croix de fer auf ihrem Album Océane singt Nolwen im Duett mit Berthet, der als Komponist auch auf ihrem Album Légendes Urbaines erscheint.
Nolwen hat eine im Jahr 2002 geborene Tochter. Wie Nolwenn Leroy nahm sie Gesangsunterricht bei Armande Altaï und steht bei Universal Publishing unter Vertrag.

## Diskografie
- Calimérose (1998)
- Sel Marin (2000)
- Océane (2004; Créon Music)
- Légendes Urbaines (2008)
- Aux femmes, etc. (2012)